# Linea Keiō Takao
La linea Keiō Takao (京王高尾線?, Keiō-Takao-sen) è una linea ferroviaria suburbana giapponese a scartamento ridotto di 8,6 km posseduta e gestita dalla Keiō Corporation. Costituisce una diramazione della linea Keiō che collega la Kitano con quella di Takaosanguchi ed è interamente all'interno della città di Hachiōji.

## Servizi
Oltre ai treni locali, che effettuano tutte le stazioni, sulla linea circolano i seguenti treni, quasi tutti provenienti dalla stazione di Shinjuku attraverso la linea principale.
- Rapido (快速?, Kaisoku) (R)
- Semi espresso (区間急行?, Kukan Kyūkō) (SE)
- Espresso (急行?, Kyūkō) (E)
- Semi espresso speciale (準特急?, Jun Tokkyū) (SES)
- Espresso speciale (特急?, Tokkyū) (ES)

## Percorso
| Num. | Stazione      | Giapponese | Distanza interst. | Distanza totale | Distanza totale | R | SE | E  | SES | ES | Collegamenti                                       |
| Num. | Stazione      | Giapponese | Distanza interst. | Da Kitano       | Da Shinjuku     |   |    |    |     |    | Collegamenti                                       |
| ---- | ------------- | ---------- | ----------------- | --------------- | --------------- | - | -- | -- | --- | -- | -------------------------------------------------- |
|      |               |            |                   |                 |                 |   |    |    |     |    |                                                    |
|      | Kitano        | 北野       | -                 | 0.0             | 36.1            | ● | ●  | ｜ | ●   | ｜ | Linea Keiō (Servizi diretti per Shinjuku)          |
|      | Keiō-Katakura | 京王片倉   | 1.7               | 1.7             | 37.8            | ● | ●  | ｜ | ●   | ｜ |                                                    |
|      | Yamada        | 山田       | 1.5               | 3.2             | 39.3            | ● | ●  | ｜ | ●   | ｜ |                                                    |
|      | Mejirodai     | めじろ台   | 1.1               | 4.3             | 40.4            | ● | ●  | ●  | ●   | ●  |                                                    |
|      | Hazama        | 狭間       | 1.5               | 5.8             | 41.9            | ● | ●  | ｜ | ●   | ｜ |                                                    |
|      | Takao         | 高尾       | 1.1               | 6.9             | 43.0            | ● | ●  | ●  | ●   | ●  | Linea principale Chūō Linea Chūō Rapida            |
|      | Takaosanguchi | 高尾山口   | 1.7               | 8.6             | 44.7            | ● | ●  | ●  | ●   | ●  | Ferrovia montana di Takao： Funicolare e seggiovia |